# Lepidostoma subangulatum
Lepidostoma subangulatum is een schietmot uit de familie Lepidostomatidae. De soort komt voor in het Afrotropisch gebied.